# The Turning Point (film 1912 Selig Polyscope Company)
The Turning Point è un cortometraggio muto del 1912 sceneggiato e diretto da Frank Beal.

## Produzione
Il film fu prodotto dalla Selig Polyscope Company.

## Distribuzione
Distribuito dalla General Film Company, il film - un cortometraggio di 210 metri - uscì nelle sale cinematografiche statunitensi il 14 maggio 1912. Nelle proiezioni, veniva programmato con il sistema dello split reel, accorpato in un'unica bobina con un altro cortometraggio prodotto dalla Selig, il documentario Scenes in Cuba.